# João Paulo Miranda Maria
João Paulo Miranda Maria (Rio Claro, São Paulo, 1982) é um diretor de cinema brasileiro. Dirigiu os curta-metragens Command Action, A Moça que Dançou com o Diabo, Meninas Formicida, e o longa-metragem Casa de Antiguidades. Seus filmes foram selecionados e premiados nos mais prestigiosos festivais de cinema do mundo, entre eles, Festival de Cannes, Festival Internacional de Veneza, Chicago International Film Festival, Toronto International Film Festival, Festival de Cinema de San Sebastian, Festival de Cinema Latino-Americano de Toulouse e outros.

## Biografia
Formou-se em Cinema em 2004 pela Faculdade Estácio de Sá (Rio de Janeiro), é mestre em Multimídia pela Universidade Estadual de Campinas e professor da Universidade Metodista de Piracicaba (SP). É também membro da Associação Brasileira de Cinematografia e fundador e coordenador do grupo de pesquisa e prática cinematográfica Kino-olho.
Estreou seu curta-metragem Command Action, de 2015, na competição da mostra Semaine de la Critique do Festival de Cannes. Posteriormente o filme foi exibido no Festival de Brasília de Cinema Brasileiro. Em 2016, João Paulo Miranda Maria estreou seu curta-metragem A Moça que Dançou com o Diabo na competição para a Palma de Ouro de curta-metragem do Festival de Cannes. Seu trabalho seguinte, Meninas Formicida, teve sua estreia mundial no Festival Internacional de Veneza, o mais antigo festival de cinema do mundo. 
Seguindo uma carreira bem sucedida de curta-metragens, seu primeiro longa, Casa de Antiguidades, também estreou no Festival de Cannes. Por conta da pandemia de COVID-19, o Festival de Cannes não teve uma competitiva para a Palma de Ouro em 2020. Entretanto, divulgou uma seleção especial de filmes sob o selo Festival de Cannes 2020. Dentre esse filmes, o único latino-americano que configurou parte da lista foi o brasileiro Casa de Antiguidades de João Paulo Miranda Maria.

## Filmografia
| Ano  | Título                        | Formato        |
| ---- | ----------------------------- | -------------- |
| 2015 | Command Action                | curta-metragem |
| 2016 | A Moça que Dançou com o Diabo | curta-metragem |
| 2017 | Meninas Formicida             | curta-metragem |
| 2020 | Casa de Antiguidades          | longa-metragem |